# Río Cauche
El río Cauche, también llamado en algunas fuentes arroyo Cauche, es un curso de agua del sur de la península ibérica perteneciente a la cuenca mediterránea andaluza, que discurre en su totalidad por el territorio del centro de la provincia de Málaga (España). 

## Curso
El río Cauche nace en el puerto de las Pedrizas de la sierra de las Cabras, en el término municipal de Antequera. Realiza un recorrido en dirección norte-sur paralelo al trazado de la autovía A-45, hasta el cruce de esta con la AP-46, donde gira en dirección oeste y continua un recorrido sinuoso a través del accidentado relieve de los Montes de Málaga hasta su confluencia con el río Campanillas en el término de Almogía. 
Entre los puentes que cruzan el río, destaca el llamado puente de Arroyo Cauche, de arquitectura monumental. Era uno de los puentes del Camino Real de Málaga a Antequera.